# 三条公美
三条 公美（三條、さんじょう きみよし / きんよし、1875年（明治8年）5月8日 - 1914年（大正3年）1月30日）は、明治から大正期にかけての華族。貴族院公爵議員、麝香間祗候。旧姓・東三条。

## 経歴
父三条実美、母治子（鷹司輔煕九女）の二男として生まれる。1882年（明治15年）に分家して華族に列せられ、1884年（明治17年）7月8日、男爵を叙爵。1886年（明治19年）8月、東三条と改姓。同年10月16日、従兄弟・三条公恭が廃嫡されたことに伴い本家三条家に復籍し三条に改姓した。
父の死去に伴い1891年（明治24年）3月7日、公爵を襲爵。1900年（明治33年）4月26日、満25歳に達し貴族院公爵議員に就任し、死去するまで在任した。
父の遺産は多くはなく、襲爵した時点で馬車を維持できなくなるほど家計が傾いていた。この状況を見て三条家に恩義がある尾崎三良が山縣有朋に掛け合い、宮内省から思召しとして5万円の公債を引き出すことに成功。公債の利子で馬車の維持が可能となった。その後、公美の倹約と宅地地価の上昇で、三条家は明治40年頃までに資産を5倍程度まで増加させている。
1914年（大正3年）歌御会始御製読師控を務めた。

## 親族
- 妻 三条千代子（松平慶永八女）[1]
- 長男 三条実嗣
- 長女 仙石喜美子（仙石久英夫人）[1]
- 次女 永井艶子（永井直邦夫人）[1]
- 次男 三条実憲（公爵）[1]
- 三女 島津泰子（島津忠承夫人）[1]
- 弟妹[1] 閑院宮載仁親王妃智恵子、毛利美佐子（毛利元昭の妻）、三条公輝、河鰭実英